# Volta à Flandres de 2018
A 102.ª edição da clássica ciclista Volta à Flandres (chamado oficialmente: Ronde van Vlaanderen ou Tour des Flandres) foi uma corrida na Bélgica que se celebrou a 1 de abril de 2018 sobre um percurso de 264,7 quilómetros com início no município de Antuérpia e final na cidade de Oudenaarde. 
A corrida faz parte do UCI World Tour 2018, sendo a décima terceira competição do calendário de ciclismo de classe mundial. 
A corrida foi vencida pelo corredor holandês Niki Terpstra da equipe Quick-Step Floors, em segundo lugar  Mads Pedersen (Trek-Segafredo) e em terceiro lugar Philippe Gilbert (Quick-Step Floors).

## Percurso
A rota é semelhante à edição anterior de 2017, onde incluiu 5 secções planas de pavé e 18 subidas, algumas com áreas de calçada, com saída na cidade de Antuérpia e chegada no município de Oudenaarde numa distância de 266,5 km.
A corrida faz parte do calendário clássico de paralelepípedos, onde os primeiros 85 km não têm muita dificuldade. Os últimos 180 km concentraram 18 subidas, onde se destacam as montanhas de paralelepípedos de Taaienberg, Kapelmuur e Paterberg.
| Subidas | Subidas          | Subidas | Subidas | Subidas         | Subidas            | Subidas             |
| Número  | Nome             | Km      | Tipo    | Comprimento (m) | Pendente média (%) | Pendente máxima (%) |
| ------- | ---------------- | ------- | ------- | --------------- | ------------------ | ------------------- |
| 1       | Oude Kwaremont   | 121     | pavé    | 2200            | 4%                 | 11,6%               |
| 2       | Kortekeer        | 131,7   | asfalto | 1000            | 6.4%               | 17.1%               |
| 3       | Edelareberg      | 138,6   | asfalto | 1500            | 4.2%               | 7%                  |
| 4       | Wolvenberg       | 142,1   | asfalto | 645             | 7.9%               | 17.3%               |
| 5       | Leberg           | 151     | asfalto | 950             | 4.2%               | 13,8%               |
| 6       | Berendries       | 155     | asfalto | 940             | 7%                 | 12.3%               |
| 7       | Tenbosse         | 160     | asfalto | 450             | 6.9%               | 8.7%                |
| 8       | Kapelmuur        | 170,4   | pavé    | 750             | 9%                 | 20%                 |
| 9       | Pottelberg       | 189     | asfalto | 1353            | 6,5%               | 7%                  |
| 10      | Kanarieberg      | 194,8   | asfalto | 1000            | 7.7%               | 14%                 |
| 11      | Oude Kwaremont   | 210,7   | pavé    | 2200            | 4.2%               | 11%                 |
| 12      | Paterberg        | 214,2   | pavé    | 360             | 9,4%               | 22%                 |
| 13      | Koppenberg       | 220,8   | pavé    | 700             | 5.3%               | 11.2%               |
| 14      | Steenbeekdries   | 226,2   | pavé    | 700             | 5.3%               | 18%                 |
| 15      | Taaienberg       | 228,7   | pavé    | 530             | 6.6%               | 15.8%               |
| 16      | Kruisberg-Hotond | 240     | pavé    | 2500            | 5%                 | 9%                  |
| 17      | Oude Kwaremont   | 249,8   | pavé    | 2200            | 4.2%               | 11%                 |
| 18      | Paterberg        | 253,3   | pavé    | 400             | 12.5%              | 20%                 |

| 1 | Lippenhovestraat | 87,3  | 1300 |
| 2 | Paddestraat      | 88,8  | 2300 |
| 3 | Holleweg         | 142,2 | 350  |
| 4 | Haaghoek         | 148   | 2000 |
| 5 | Mariaborrestraat | 224,9 | 2400 |

## Equipas participantes
Tomaram parte na corrida 25 equipas: 18 de categoria UCI World Tour de 2018 convidados pela organização; 7 de categoria Profissional Continental. Formando assim um pelotão de 175 ciclistas dos que acabaram 104. As equipas participantes foram:
| Equipes WorldTeam (18)- AG2R La Mondiale - Astana - Bahrain-Merida - BMC Racing Team - Bora-Hansgrohe - Dimension Data - EF Education First-Drapac p/b Cannondale - Groupama-FDJ - Katusha-Alpecin - Lotto NL-Jumbo - Lotto Soudal - Mitchelton-Scott - Movistar Team - Quick-Step Floors - Sky - Team Sunweb - Trek-Segafredo - UAE Team Emirates Equipes profissionais Continentais (7)- Cofidis, Solutions Crédits - Roompot-Nederlandse Loterij - Sport Vlaanderen-Baloise - Vérandas Willems-Crelan - Vital Concept - Wanty-Groupe Gobert - WB-Aqua Protect-Veranclassic |
| |

## Classificações finais
- As classificações finalizaram da seguinte forma:[5]

### Classificação geral
| \| Classificação geral \| Classificação geral \| Classificação geral \| Classificação geral \| Classificação geral \| \| Ciclista \| Ciclista \| Equipe \| Tempo \| \| \| ------------------- \| -------------------- \| ------------------------- \| ------------------- \| ------------------- \| \| 1. \| Niki Terpstra \| Quick-Step Floors \| 6h21m25s \| \| \| 2. \| Mads Pedersen \| Trek-Segafredo \| + 12s \| \| \| 3. \| Philippe Gilbert \| Quick-Step Floors \| + 17s \| \| \| 4. \| Michael Valgren \| Astana \| + 20s \| \| \| 5. \| Greg Van Avermaet \| BMC Racing Team \| + 25s \| \| \| 6. \| Peter Sagan \| Bora-Hansgrohe \| + 25s \| \| \| 7. \| Jasper Stuyven \| Trek-Segafredo \| + 25s \| \| \| 8. \| Tiesj Benoot \| Lotto-Soudal \| + 25s \| \| \| 9. \| Wout van Aert \| Verandas Willems-Crelan \| + 25s \| \| \| 10. \| Zdeněk Štybar \| Quick-Step Floors \| + 25s \| \| \| 11. \| Oliver Naesen \| AG2R La Mondiale \| + 25s \| \| \| 12. \| Dylan van Baarle \| Team Sky \| + 25s \| \| \| 13. \| Sep Vanmarcke \| EF Education First-Drapac \| + 25s \| \| \| 14. \| Timo Roosen \| LottoNL-Jumbo \| + 1m09s \| \| \| 15. \| Arnaud Démare \| Groupama-FDJ \| + 1m13s \| \| \| 16. \| Alexander Kristoff \| UAE Team Emirates \| + 1m13s \| \| \| 17. \| Nils Politt \| Katusha-Alpecin \| + 1m13s \| \| \| 18. \| Mike Teunissen \| Team Sunweb \| + 1m13s \| \| \| 19. \| Edvald Boasson Hagen \| Dimension Data \| + 1m13s \| \| \| 20. \| Magnus Cort \| Astana \| + 1m13s \| \| |                      |                           |          |
| |                      |                           |          |
| Fonte: ProCyclingStats |                      |                           |          |
| Classificação geral |                      |                           |          |
| Ciclista | Ciclista             | Equipe                    | Tempo    |
| 1. | Niki Terpstra        | Quick-Step Floors         | 6h21m25s |
| 2. | Mads Pedersen        | Trek-Segafredo            | + 12s    |
| 3. | Philippe Gilbert     | Quick-Step Floors         | + 17s    |
| 4. | Michael Valgren      | Astana                    | + 20s    |
| 5. | Greg Van Avermaet    | BMC Racing Team           | + 25s    |
| 6. | Peter Sagan          | Bora-Hansgrohe            | + 25s    |
| 7. | Jasper Stuyven       | Trek-Segafredo            | + 25s    |
| 8. | Tiesj Benoot         | Lotto-Soudal              | + 25s    |
| 9. | Wout van Aert        | Verandas Willems-Crelan   | + 25s    |
| 10. | Zdeněk Štybar        | Quick-Step Floors         | + 25s    |
| 11. | Oliver Naesen        | AG2R La Mondiale          | + 25s    |
| 12. | Dylan van Baarle     | Team Sky                  | + 25s    |
| 13. | Sep Vanmarcke        | EF Education First-Drapac | + 25s    |
| 14. | Timo Roosen          | LottoNL-Jumbo             | + 1m09s  |
| 15. | Arnaud Démare        | Groupama-FDJ              | + 1m13s  |
| 16. | Alexander Kristoff   | UAE Team Emirates         | + 1m13s  |
| 17. | Nils Politt          | Katusha-Alpecin           | + 1m13s  |
| 18. | Mike Teunissen       | Team Sunweb               | + 1m13s  |
| 19. | Edvald Boasson Hagen | Dimension Data            | + 1m13s  |
| 20. | Magnus Cort          | Astana                    | + 1m13s  |

## UCI World Ranking
A Volta à Flandres outorga pontos para o UCI World Tour de 2018 e o UCI World Ranking, este último para corredores das equipas nas categorias UCI WorldTeam, Profissional Continental e Equipas Continentais. As seguintes tabelas mostram o barómetro de pontuação e os 10 corredores que obtiveram mais pontos:
| Posição   | 1.º | 2.º | 3.º | 4.º | 5.º | 6.º | 7.º | 8.º | 9.º | 10.º | 11.º | 12.º | 13.º | 14.º | 15.º | 16.º-20.º | 21.º-30.º | 31.º-50.º | 51.º-55.º | 56.º-60.º |
| Pontuação | 500 | 400 | 325 | 275 | 225 | 175 | 150 | 125 | 100 | 85   | 70   | 60   | 50   | 40   | 35   | 30        | 20        | 10        | 5         | 3         |

| 1.º  | Niki Terpstra     | Quick-Step Floors       | 500 |
| 2.º  | Mads Pedersen     | Trek-Segafredo          | 400 |
| 3.º  | Philippe Gilbert  | Quick-Step Floors       | 325 |
| 4.º  | Michael Valgren   | Astana                  | 275 |
| 5.º  | Greg Van Avermaet | BMC Racing              | 225 |
| 6.º  | Peter Sagan       | Bora-Hansgrohe          | 175 |
| 7.º  | Jasper Stuyven    | Trek-Segafredo          | 150 |
| 8.º  | Tiesj Benoot      | Lotto Soudal            | 125 |
| 9.º  | Wout van Aert     | Vérandas Willems-Crelan | 100 |
| 10.º | Zdeněk Štybar     | Quick-Step Floors       | 85  |